# Сівенок Володимир Іванович
Володимир Іванович Сівенок (1920 — 2001, Москва) — радянський військовий діяч, генерал-полковник. Депутат Верховної Ради УРСР 10-го скликання.

## Біографія
У Червоній Армії з вересня 1939 року. Був призваний Новозибківським районним військовим комісаріатом Орловської області. Закінчив військове училище.
Учасник німецько-радянської війни з червня 1941 року. Служив командиром стрілецького взводу, воював на Західному фронті. 5 жовтня 1941 року був важко поранений. Член ВКП(б) з 1942 року.
Після одужання воював з січня 1942 року на Карельському фронті. У 1943 році був командиром стрілецького батальйону 61-го стрілецького полку 45-ї стрілецької дивізії, відзначився в боях в районі селища Кестеньга. У 1944 році служив начальником штабу 253-го стрілецького полку 45-ї стрілецької дивізії 14-ї армії.
Після 1945 року продовжив військову службу, закінчив Військову академію імені Фрунзе і Військову академію Генерального штабу Збройних Сил СРСР.
З грудня 1966 року — командир 53-ї гвардійської навчальної мотострілецької дивізії в Московському військовому окрузі. З травня 1970 року — командир 28-го армійського корпусу Центральної групи військ (Чехословаччина).
З грудня 1972 по липень 1975 року — командувач 20-ї гвардійської загальновійськової Червонопрапорної армії в Групі радянських військ у Німеччині.
З липня 1975 по березень 1979 року — начальник штабу — 1-й заступник командувача військ Середньоазійського військового округу.
З березня 1979 по липень 1982 року — командувач Південної групи військ (Угорщина).
З липня 1982 року — 1-й заступник головнокомандувача військ Далекого Сходу.
З серпня 1985 року — старший військовий представник Головнокомандувача Об'єднаних Збройних сил Організації Варшавського договору у Війську Польському.
З 1991 року — у відставці. Жив у Москві. Похований на Троєкуровському цвинтарі.

## Звання
- генерал-лейтенант (6.05.1972)
- генерал-полковник (16.02.1979)

## Нагороди
- орден Леніна (1981)
- три ордени Червоного Прапора (18.11.1944,)
- орден Вітчизняної війни 1-го ступеня (11.03.1985)
- два ордени Червоної Зірки (23.09.1943,)
- орден «За службу Батьківщині у Збройних Силах СРСР» 3-го ступеня
- медаль «За оборону Радянського Заполяр'я»
- медаль «За перемогу над Німеччиною»
- медаль «Ветеран Збройних сил СРСР»
- медалі
- нагороди іноземних держав